# 付玉杰
付玉杰（1967年9月22日—），女，黑龙江哈尔滨人，中国植物学家，北京林业大学教授。主要从事植物药基础研究与新药开发、森林植物资源生态利用基础与应用研究工作。

## 生平
1967年生于黑龙江哈尔滨，在姐弟三人当中排行第二。1985年从哈尔滨第一中学考入东北师范大学化学系。1989年毕业，获理学学士学位。1992年获东北师范大学有机合成专业硕士学位，进入哈尔滨医药集团技术中心工作，担任工程师、课题负责人。2002年获东北林业大学植物学博士学位。2003年至2004年，在德国海德堡大学药学与分子生物学研究所进行博士后研究。回国后担任东北林业大学森林植物生态学教育部重点实验室副主任。2005年晋升为教授，2006年成为博士生导师。2012年在德国美因茨大学担任生物制药与生物化学访问学者。2014年至升任实验室主任。2020年加入北京林业大学，受聘为林学院森林学学科教授。2022年4月，任北京林业大学生物科学与技术学院院长。

## 社会兼职
- 中国植物学会理事
- 中国野生植物保护协会理事
- 黑龙江省植物学会理事长（2018年－2023年）
- 黑龙江省第十二届政协委员（2018年1月－2023年1月）
- 北京市第十四届政协委员（2023年1月－）

## 荣誉
- 第八届黑龙江省青年五四奖章（2006年）
- 第三届中国青年女科学家奖（2006年）[3]
- 第九届中国青年科技奖（2006年）
- 国务院政府特殊津贴（2007年）
- 新世纪百千万人才工程国家级人选（2007年）
- 全国“五一巾帼标兵”（2011年）[4]
- 教育部长江学者特聘教授（2015年）[5]
- 全国优秀科技工作者（2016年）
- 庆祝中华人民共和国成立70周年纪念章（2019年）[6]
- 北京高校优秀共产党员（2023年）[7]

## 出版物
- 《生物柴油》《科学出版社，2006年》
- 《南方红豆杉可再生资源高效加工利用技术》（科学出版社，2010年）
- 《木豆资源深加工利用技术》（科学出版社，2020年）
- 《木豆内生真菌分离、鉴定及其应用》（科学出版社，2020年）